# FIM MotoGP Rookies Cup
De FIM MotoGP Rookies Cup, ook wel Red Bull MotoGP Rookies Cup genoemd, is een jeugdklasse waar veelbelovende talenten van tussen de 13 en 17 jaar op een gelijkwaardige motor uitkomen.
Red Bull MotoGP Rookies Cup werd in 2007 opgericht en reist mee met het Wereldkampioenschap wegrace door Europa.
Sinds de oprichting van de Red Bull MotoGP Rookies Cup zijn er al verschillende coureurs doorgestroomd naar de hogere klassen zoals de Belg Livio Loi en de Nederlander Scott Deroue.
Vanaf 2016 tot en met 2019 was helmenmerk Schuberth de officiële helmsponsor. Hierdoor moesten alle coureur met Schuberth helmen rijden. In de seizoenen 2017 en 2018, werden alle helmen van de coureurs voorzien van een eigen design en spuitwerk door het Nederlands bedrijf SLGrafics, gevestigd in Amersfoort. Vanaf het seizoen 2020 neemt de helmfabrikant HJC de sponsoren en levering van de helmen op zich.

## Puntensysteem
De eerste vijftien rijders krijgen punten. De rijder moet over de finish gekomen zijn om punten te kunnen verdienen. De coureurs rijden twee wedstrijden per weekeinde, zo is het maximaal haalbare puntenaantal in 1 raceweekend 50 punten.
| Positie | 1e | 2e | 3e | 4e | 5e | 6e | 7e | 8e | 9e | 10e | 11e | 12e | 13e | 14e | 15e |
| ------- | -- | -- | -- | -- | -- | -- | -- | -- | -- | --- | --- | --- | --- | --- | --- |
| Punten  | 25 | 20 | 16 | 13 | 11 | 10 | 9  | 8  | 7  | 6   | 5   | 4   | 3   | 2   | 1   |

## Podiumplaatsen
| Jaar | Kampioen            | Tweede plaats         | Derde plaats     |
| ---- | ------------------- | --------------------- | ---------------- |
| 2007 | Johann Zarco        | Lorenzo Savadori      | Matthew Hoyle    |
| 2008 | J.D. Beach          | Luis Salom            | Sturla Fagerhaug |
| 2009 | Jakub Kornfeil      | Sturla Fagerhaug      | Daijiro Hiura    |
| 2010 | Jacob Gagne         | Danny Kent            | Daijiro Hiura    |
| 2011 | Lorenzo Baldassarri | Arthur Sissis         | Alan Techer      |
| 2012 | Florian Alt         | Scott Deroue          | Karel Hanika     |
| 2013 | Karel Hanika        | Jorge Martín          | Stefano Manzi    |
| 2014 | Jorge Martín        | Joan Mir              | Stefano Manzi    |
| 2015 | Bo Bendsneyder      | Fabio Di Giannantonio | Ayumu Sasaki     |
| 2016 | Ayumu Sasaki        | Aleix Viu             | Raúl Fernández   |
| 2017 | Kazuki Masaki       | Aleix Viu             | Can Öncü         |
| 2018 | Can Öncü            | Deniz Öncü            | Xavier Artigas   |
| 2019 | Carlos Tatay        | Pedro Acosta          | Haruki Noguchi   |
| 2020 | Pedro Acosta        | David Muñoz           | Iván Ortolá      |
| 2021 | David Alonso        | David Muñoz           | Daniel Holgado   |
| 2022 | José Antonio Rueda  | Collin Veijer         | Máximo Quiles    |
| 2023 | Ángel Piqueras      | Álvaro Carpe          | Máximo Quiles    |
| 2024 | Álvaro Carpe        | Brian Uriarte         | Valentín Perrone |